# Maria Dalle Donne
Maria Dalle Donne, née le 12 juillet 1778 à Roncastaldo et morte à Bologne le 9 juin 1842, est un médecin italien et une cadre de l'université de Bologne. Elle est la première femme titulaire d'un doctorat en médecine en Italie, et la deuxième femme à devenir membre de l'Ordine dei Benedettini Accademici Pensionati.

## Biographie
Maria Dalle Donne naît dans une famille de paysans à Roncastaldo, village proche de Bologne. Instruite par son oncle qui lui reconnaît du talent, elle est ensuite encouragée à faire des études de médecine à l'université de Bologne. En 1799, elle présente et soutient sa thèse de doctorat avec mention (maxima cum laude), ce qui fait d'elle la première femme docteur en médecine de son pays.
En 1800, elle publie trois articles scientifiques. Le premier, portant sur l'anatomie et la physiologie, consiste à l'examen d'un travail effectué sur la reproduction féminine, la fertilité, les malformations fœtales, et la circulation sanguine de l'utérus. Le deuxième article avance pour la première fois que les maladies de la fertilité de la femme devraient être classées en fonction de leurs symptômes. La troisième étude est centrée sur les sages-femmes et les soins aux nouveau-nés.
En 1829, elle devient la deuxième femme à être intronisée à l'Ordine dei Benedettini Accademici Pensionati, académie de sciences fondée par Benoît XIV en 1745. Elle reçoit le titre d'« académicienne » et succède au fauteuil laissé vacant par Laura Bassi. En 1832, Maria Dalle Donne devient directrice du département d'obstétrique à l'université de Bologne.

## Sources
- (en) Cet article est partiellement ou en totalité issu de l’article de Wikipédia en anglais intitulé « Maria Dalle Donne » (voir la liste des auteurs).
- The 18th century women scientists of Bologna
- Serena Bersani, 101 Donne che hanno fatto grande Bologna, Newton Compton editori, 2012,  (ISBN 978-88-541-3641-0).

1. ↑  (en) Laura Lynn Windsor, Women in Medicine: An Encyclopedia, ABC Clio, 2002 (lire en ligne)